# Sivice
Sivice (en allemand : Siwitz) est une commune du district de Brno-Campagne, dans la région de Moravie-du-Sud, en République tchèque. Sa population s'élevait à 1 116 habitants en 2020.

## Géographie
Sivice se trouve à 8 km à l'ouest de Rousínov, à 13 km à l'est de Brno et à 195 km au sud-est de Prague.
La commune est limitée par Hostěnice au nord, par Pozořice à l'est, par Holubice au sud-est, par Tvarožná au sud-ouest et à l'ouest et Mokrá-Horákov au nord-ouest.

## Histoire
La première mention écrite de la localité date de 1251.